# Bengt Kleman
Bengt Kleman, född 5 februari 1922 i Stockholm, död 19 juni 2011, var en svensk fysiker. Han var son till Carl Kleman.
Kleman blev filosofie licentiat 1947, filosofie doktor 1953, docent i fysik vid Stockholms högskola 1953 och var adjungerad professor i optofysik vid Chalmers tekniska högskola 1973–89.
Kleman var assistent och biträdande lärare vid fysiska institutionen i Stockholm 1946–49, 1951–53, e.o. docent 1956–57, blev laborator vid avdelningen för fysik vid Försvarets forskningsanstalt (FOA) 1957, var forskningschef där 1962–77, styrelseordförande i Radians Innova AB 1977–87 och verkställande direktör där från 1987. Han blev teknologie hedersdoktor vid Kungliga Tekniska högskolan 1991.